# Britta Krane
Britta Krane (* 16. August 1980) ist eine deutsche Journalistin, Filmproduzentin und Fernsehmoderatorin bei SWR Fernsehen Rheinland-Pfalz.

## Leben
Krane begann ihre journalistische Laufbahn nach dem Abitur bei der Westfälischen Rundschau. Wegen ihres ausgefallenen Schreibstils wurde die Redaktion auf sie aufmerksam und bot ihr eine journalistische Ausbildung an. Im Lauf der Zeit schrieb sie längere Reportagen und tagesaktuelle Berichte für den Mantelteil der Zeitung. Zudem wurde sie für Dienste in den verschiedenen Redaktionen als Planerin eingesetzt.
Sie studierte Jura in Bochum und Münster und absolvierte ein Praktikum bei Sat.1. Dort arbeitete sie später als Fernseh-Redakteurin für den Bereich Regionales. Ihr Volontariat absolvierte sie in der Journalistenschule Ruhr der WAZ Medien-Gruppe. Der Schwerpunkt lag dabei in der sogenannten trimedialen Arbeit: tagesaktuelle Themen in Text- und Bildform für die Print-Ausgaben aufzubereiten und in Text- und Videoform für den Online-Auftritt.
Seit 2008 war Britta Krane als Reporterin für buten un binnen von Radio Bremen unterwegs. Außerdem hat sie Filme für ARD-Sendungen wie ARD-Mittagsmagazin, Menschen und Schlagzeilen oder ARD-Morgenmagazin produziert und als leitende Redakteurin für das Talk-Format "Ansichten" im Radio Bremen TV gearbeitet. Seit 2010 steht sie vor der Kamera in den Live-Sendungen von buten un binnen im gemeinsamen Dritten Programm von NDR und Radio Bremen. Daneben hat sie ab 2012 bei der Deutschen Welle in Bonn verschiedene fremdsprachige Fernseh-Sendungen mit aufgebaut sowie selbst Filme im Ausland und in Deutschland gedreht. Seit November 2013 ist sie Nachrichtensprecherin bei SWR Aktuell Rheinland-Pfalz. Im September 2014 kam das Politikmagazin zur Sache Rheinland-Pfalz! hinzu.
Britta Krane hat als Kind klassisches Ballet bei dem Solotänzer Tugomir Ivancic gelernt. Außerdem genoss sie von ihrem 7. Lebensjahr an eine Musikausbildung an verschiedenen Instrumenten. Als 13-Jährige spielte sie die Kirchenorgel, später spielte sie Querflöte in einem Orchester und trat unter anderem in England, Schottland und Frankreich auf.
Außerdem ist Krane aktive Spielerin im Deutschen Polo Verband. Sie trat unter anderem für ein deutsches Team in Indien an und belegte bei der deutschen Meisterschaft im Low Goal 2014 mit ihrer Mannschaft den 4. Platz.

## Filmografie
- 1998: Freundinnen & andere Monster